# Geras (mitologia)
Geras és el nom de la divinitat grega que representa l'envelliment humà. És fill de Nix i es representa com un home vell que sol aparèixer juntament a Hèracles en la ceràmica grega (per fer de contrapunt a la força física). Malgrat la feblesa del cos, Geras s'evocava amb aspectes positius, sobretot pel que fa a l'experiència de vida de la gent gran. S'han trobat altars a Geras a diveses ciutats apart de l'Atenes original, com per exemple Cadis. S'oposa a Hebe, deessa de la joventut i com que aquesta tenia caràcter femení, alguns cultes tardans a Geras representen la divinitat com una dona vella i no un home.